# Cerodontha caricicola
Cerodontha caricicola este o specie de muște din genul Cerodontha, familia Agromyzidae, descrisă de Erich Martin Hering în anul 1926. Conform Catalogue of Life specia Cerodontha caricicola nu are subspecii cunoscute.